# Westindische Inseln
Die Westindischen Inseln („Westindien“) bestehen aus mehreren Mittelamerika und Südamerika vorgelagerten Inselgruppen im Atlantischen Ozean. Der große Inselbogen der Antillen bildet die nördliche und östliche Grenze des Karibischen Meeres. Weiter nördlich liegen die Bahamas und die Turks- und Caicosinseln (die bisweilen auch unter dem Namen „Lucayen“ zusammengefasst werden).

## Gliederung
Die Westindischen Inseln in der Karibik werden unterteilt in:
|  | Große Antillen    |
|  | Kleine Antillen   |
|  | Lucayische Inseln |

## Name

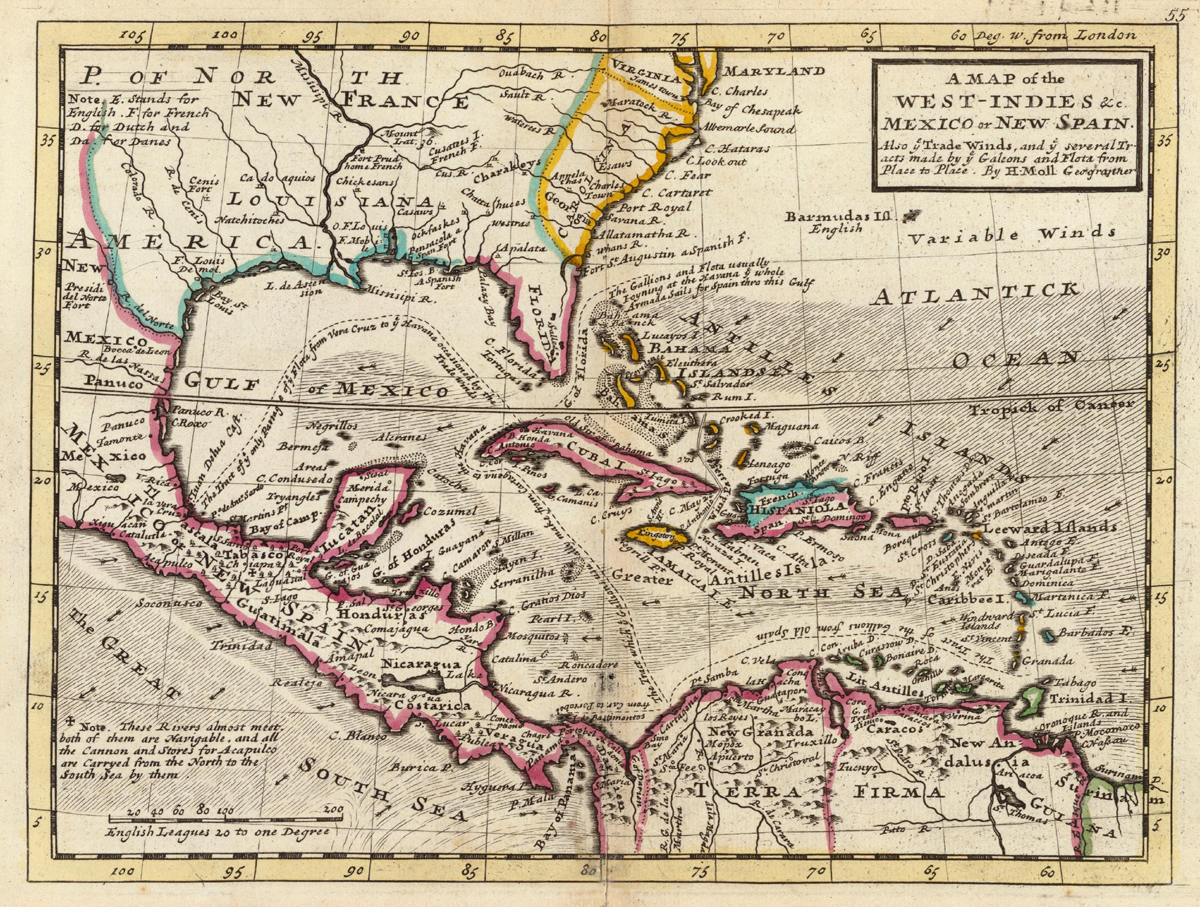
Herman Moll: A Map of the West-Indies, 1736

Bei der historischen Bezeichnung Westindien leitet sich der Namensteil -indien davon ab, dass Christoph Kolumbus eigentlich den westlichen „Seeweg nach Indien“ (das heißt Südostasien) finden wollte und sich auf seinen vier Reisen nie bewusst war, einen neuen Kontinent gefunden zu haben.
Die Bezeichnung ist irreführend: Westindisch bedeutet im üblichen Sprachgebrauch „im Westen von Indien liegend“. Die Namensgebung bezieht sich jedoch darauf, dass die Entdeckung bei der Fahrt auf dem westlichen Wege nach Indien erfolgte. Mit dem damals bekannten Indien war immer die Vorstellung des Weges nach Osten verbunden (siehe „Ostindien“). Bei Westindien handelt es sich sozusagen um das „Indien im Westen“, span. Indias occidentales (ursprünglich der gesamte amerikanische Doppelkontinent), im Unterschied zum „Indien im Osten“, Indias orientales, der südöstliche Teil Asiens. Mit span. Indias und engl. Indies waren im 15. Jahrhundert Südasien (Vorderindien) und Südostasien (Hinterindien mit Inselindien) gemeint.
Dass es von Spanien startend auch einen westlichen Seeweg nach „Indien“ (Südostasien) gebe, war eine Vermutung, die unter anderem durch den englischen Philosophen Roger Bacon geäußert worden war, der sich dabei auf antike Überlieferungen von Seneca, Plinius d. Ä. und Aristoteles berufen hatte.
Der anglophone Teil der Westindischen Inseln ist als British West Indies bekannt.

## Biodiversität
Die Karibikinseln gehören zu den 36 weltweiten Biodiversitäts-Hotspots.

### Landeskunde und Gewässerkunde
- Gerhard Beese: Karibische Inseln. Westindien von Cuba bis Aruba. DuMont, Köln, 4. Aufl. 1990, ISBN 3-7701-1466-3.
- Helmut Blume: Antillen. Tropische Inseln im Karibischen Meer. Kümmerly & Frey, Bern 1972.
- Deutsches Hydrographisches Institut (Hrsg.): Westindien-Handbuch. Teil 2: Die Kleinen Antillen, die Virginischen Inseln und die Grossen Antillen (außer Cuba). Deutsches Hydrographisches Institut, Hamburg 1967.
- Rudolf Glusa: Zur politischen Geographie Westindiens. Diss. Universität Münster, 1961.
- Hans-Dieter Haas, Udo Bader, Jörg Grumptmann: Karibische Klein- und Mikrostaaten. Wirtschaftliche Außenabhängigkeit und Integrationsbestrebungen. Helmut Blume zum 65. Geburtstag. Attempto-Verlag, Tübingen 1985, ISBN 3-921552-62-1.
- Willy Georg Kükenthal, Robert Hartmeyer: Ergebnisse einer zoologischen Forschungsreise nach Westindien im Jahre 1907. G. Fischer, Jena 1929.

### Geschichte
- Heinrich Loth: Das Sklavenschiff. Die Geschichte des Sklavenhandels. Afrika, Westindien, Amerika. Union-Verlag, Berlin 1981.

### Belletristik
- Janheinz Jahn (Hrsg.): Jubeltag auf Jamaica. Westindien in Erzählungen seiner besten zeitgenössischen Autoren. Erdmann, Herrenalb 1965.
- Peter Schultze-Kraft (Hrsg.): Die Entdeckung Westindiens. Erzählungen aus der Karibik. Büchergilde Gutenberg, Frankfurt am Main 1989.
- V. S. Naipaul: Auf der Sklavenroute. Meine Reise nach Westindien. Übersetzt von Nikolaus Stingl. Hoffmann und Campe, Hamburg 1999, ISBN 3-455-11274-9.